# Bergbau in Remscheid
Der Bergbau in Remscheid fokussierte sich auf den Erzbergbau.

## Geschichte
Jakob Grothaus unternahm im 18. Jahrhundert in Reinshagen, einem Ortsteil von Remscheid, am Wolfskuhler und Eichenhöfer Siepen Abbauversuche. Mit den bergbaulichen Arbeiten wurde 1758 begonnen. Ziel war es, die örtlichen Hütten mit Erz zu versorgen. So beantragten Gothaus und der Kaufmann Busch aus Remscheid beim Kurfürsten Karl Theodor um die „endgültige Belehnung und um die Erlaubnis zur Anlage einer Hütte“. In ihrem Antrag berichten sie: „Durchlauchtigster Kurfürst, gnädigster Herr! Wir haben die beiden im Kirspel Remscheid gelegenen uralten Bergwerke im Eichenhof resp. und Wolfskaule nicht allein genützet, sondern auch darauf alle Stollen und Schächten wieder ausgebauet und die von denen Uralten verlassenen Eisensteinsgänge nicht allein wieder entblößet, sondern auch ohngefähr soviel Eisenstein ausgewonnen, daß eine Hüttenkampagne damit blasen können. Die betrübte Kriegszeit, die fast zweijährige Krankheit und daraus erfolgtes Hinscheiden meiner, Grothausens Eheliebsten und andere widrige Zufälle haben besonders mich, Grothausen, behindert, des Bergbaues und damit connexen Sachen mich zu unterziehen, wodurch die Forttreibung der Arbeit einstweilen ins Stocken geraten. Dahe aber ich, Grothaus, als Haubt-Interessent der meynung bin, das wohe wir allbereits viell Eisensteine ausgenommen und in der Tiefe unter dem Horizont deren alten Stollen die Eisensteinsgänge sich noch vorfinden, mithin aller bergmännischen Regeln nach, wenn neue tiefe Erbstollen angelegt werden, welche viel mehr Teufe als die alten einbringen, diese beiden Eisensteinsbergwerke in einem Errareo – Publico und denen Interessenten nützlichen Standt zu bringen, eine sehr gute und ganz wahrscheinliche Hoffnung vorwaltet, so bin ich, Grothaus, gar nicht intentionieret (geneigt), solche Bergwerke, woran allbereits soviele Kösten verwendet haben, liegen zu lassen, sondern vielmehr Willens, den Bergbau mit meinen Mitconsorten darauf fortzusetzen und, um solche Bergwerke emporzubringen, noch vieles daran zu verwenden.“
Die bergische Bergkommission wurde vom Kurfürsten zu einer Inspektion angewiesen und stelle am 10. Januar 1765 fest, dass die Interessenten nicht nur „einen ziemlichen Vorrat an Eisenstein auf drei Halden liegen haben, sondern daß auch eine begründete bergmännische Hoffnung vorhanden sei, daß die Bergwerke emporgebracht werden können. wenn die Interessenten die Arbeiten fortsetzen“. Im Jahre 1765 bestanden das Wolfskauler Bergwerk und das Eichenhöfer Bergwerk, ferner war 1758 der St. Jakobsstollen begonnen worden. Das Wolfskuhler Bergwerk ist heute ein Bodendenkmal.